# Palaeostauropus obliteratus
Palaeostauropus obliteratus är en fjärilsart som beskrevs av Alfred Ernest Wileman 1917. Palaeostauropus obliteratus ingår i släktet Palaeostauropus och familjen tandspinnare. Inga underarter finns listade i Catalogue of Life.